# Sazan (Rosja)
Sazan (ros. Сазан) – osiedle w Rosji, w obwodzie orenburskim, w rejonie bielajewskim. W 2010 liczyła 162 mieszkańców, głównie Kazachów.